# Smilax cordato-ovata
Smilax cordato-ovata là một loài thực vật có hoa trong họ Smilacaceae. Loài này được Rich. miêu tả khoa học đầu tiên năm 1792.